# معاملة المثليين في إفريقيا
باستثناء جنوب إفريقيا، والرأس الأخضر فإن حقوق المثليين والمثليات ومزدوجي التوجه الجنسي والمتحولين جنسياً (اختصاراً: LGBT) في إفريقيا محدودة جداً بالمقارنة مع مناطق أخرى كثيرة من العالم.
من أصل الدول 54 التي تعترف بها الأمم المتحدة أو الاتحاد الإفريقي أو كلاهما، ذكرت المؤسسة الدولية للمثليين والمثليات ومزدوجي التوجه الجنسي والمتحولين جنسيا وثنائيي الجنس عام 2019 أن المثلية الجنسية لا تزال غير قانونية في 34 بلدا إفريقيا. وتشير هيومن رايتس ووتش أن بلدين آخرين وهما بنين وجمهورية إفريقيا الوسطى لا تجرّم المثلية الجنسية ولكن لديها قوانين تُطبق بشكل مختلف على الأشخاص المغايرين والأشخاص المثليين.
لم يجرم النشاط الجنسي المثلي بين البالغين في بنين، بوركينا فاسو، جمهورية إفريقيا الوسطى، تشاد، جمهورية الكونغو، ساحل العاج، جمهورية الكونغو الديمقراطية، جيبوتي، غينيا الاستوائية الغابون، مدغشقر، مالي، النيجر ورواندا. وتم إلغاء تجريمه في كل من غينيا بيساو، جنوب إفريقيا، الرأس الأخضر، ليسوتو، ساو تومي وبرينسيبي، موزمبيق، حقوق المثليين في سيشل، أنغولا، وبوتسوانا.
منذ عام 2011 كانت بعض الدول المتقدمة تدرس أو تنفذ قوانين تحد من أو تمنع دعم الموازنة العامة للدول التي تقيد حقوق مثليون جنسيا. وعلى الرغم من ذلك، فقد رفضت العديد من الدول الإفريقية النظر في زيادة حقوق المثليين، وفي بعض الحالات صاغت قوانين لتشديد العقوبات ضد مجتمع المثليين. يدعي العديد من القادة الأفارقة أنه قد تم إحضارها إلى القارة من أجزاء أخرى من العالم. ومع ذلك يعتقد معظم العلماء أن المثلية الجنسية منذ فترة طويلة جزء من الثقافات الإفريقية المختلفة.
في كل من موريتانيا، صوماليلاند، الصومال، السودان وشمال نيجيريا، يعاقب على المثلية الجنسية بالإعدام. في أوغندا، تنزانيا وسيراليون يمكن للمخالفين أن يتلقوا عقوبة السجن مدى الحياة بسبب النشاط الجنسي المثلي، رغم أن القانون لا يتم تطبيقه في سيراليون. بالإضافة إلى تجريمها للمثلية الجنسية، قامت نيجيريا بسن تشريعات تجعل من غير القانوني للمغايرين من أفراد عائلة وحلفاء وأصدقاء المثليين والمثليات ومزدوجي التوجه الجنسي والمتحولين جنسياً بأن يكونوا داعمين. وفقاً للقانون النيجيري، الحليف المغاير «الذي يدير، يشهد ويحرض أو يساعد» أي شكل من النشاط الجنسي المثلي يمكن أن يحكم عليه بالسجن لمدة 10 سنوات. لدى جنوب إفريقيا مواقف أكثر ليبرالية تجاه المثليين والمثليات ومزدوجي التوجه الجنسي والمتحولين جنسياً، وقد قامت الدولة بتشريع زواج المثليين مع ضمان الدستور للحقوق والحمايات للمثليين والمثليات. ومع ذلك، لا يزال العنف والتمييز الاجتماعي ضد مجتمع المثليين في جنوب إفريقيا منتشرين على نطاق واسع، يغذيه عدد من الشخصيات الدينية والسياسية. قننت كل من التبعيات الإسبانية والبرتغالية والبريطانية والفرنسية بزواج المثليين.
يجب على المسافرين المثليين والمثليات إلى إفريقيا استخدام الحذر. يجب تجنب العروض العامة للمودة، وهي مشورة تنطبق على كل من الأزواج المثليين والأزواج المغايرين. عادةً ما تعتبر جنوب إفريقيا الدولة الصديقة لمجتمع المثليين، فيما يتعلق بالوضع القانوني لحقوق المثليين، على الرغم من أن الرأس الأخضر، غالبًا ما تعتبر أيضًا الأكثر قبولًا اجتماعيًا، كما هو مبين في الفيلم الوثائقي تشينداس.

## تاريخ المثلية الجنسية بين الرجال في إفريقيا

### التاريخ القديم

#### مصر

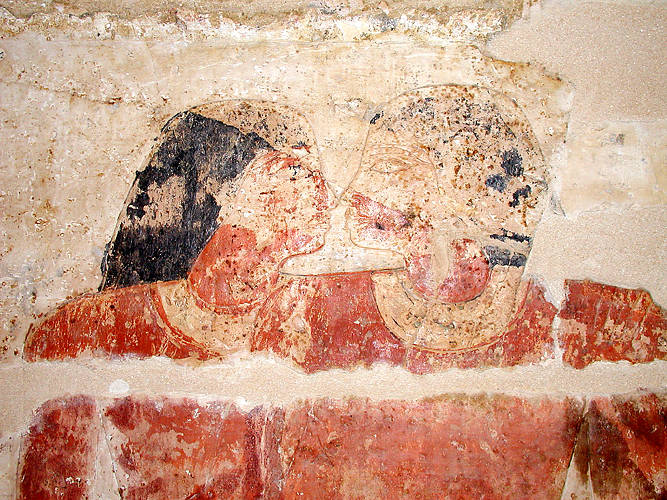
قبلة بين خنومحوتب و نيانخخنوم.

أفضل حالة معروفة للمثلية الجنسية في مصر القديمة هي حالة المسؤولين الكبار خنومحوتب و نيانخخنوم. عاش كلا الرجلين وخدما تحت حكم الفرعون ني أوسر رع في فترة الأسرة المصرية الخامسة (حوالي 2494–2345 قبل الميلاد). كان لكل من خنومحوتب و نيانخخنوم أسر خاصة بهم مع أطفال وزوجات، ولكن عندما ماتوا، قررت أسرهم على ما يبدو دفنهما معًا في مقبرة واحدة في نفس المصطبة. في هذا المصطبة، تصور العديد من اللوحات كلا الرجلين يعانقان بعضهما بعضاً ويلمسان وجوه بعضهما من الأنف. تترك هذه الصور مساحة كبيرة للتكهن، لأن لمس الأنف في مصر القديمة يمثل عادة قبلة.
يختلف علماء المصريات والمؤرخون حول كيفية تفسير لوحات خنومحوتب و نيانخخنوم. يعتقد بعض العلماء أن اللوحات تعكس مثالًا على المثلية الجنسية بين رجلين متزوجين وتثبت أن المصريين القدماء تقبلوا العلاقات الجنسية المثلية. يختلف علماء آخرون ويفسرون المشاهد كدليل على أن خنومحوتب و نيانخخنوم كانا توأمتين، وربما توأمتين ملتصقتين. بغض النظر عن التفسير الصحيح، تظهر اللوحات على الأقل أن خنومحوتب و نيانخخنوم كانا قريبين جدًا من بعضهما البعض في الحياة كما في الموت.
ما زال غير واضح، ما هي النظرة الدقيقة التي رعاها المصريون القدماء حول المثلية الجنسية. أي وثيقة وأدبيات تحتوي في الواقع على قصص للتوجه جنسي، لا تسمي أبداً طبيعة الأعمال الجنسية، ولكن بدلاً من ذلك تستخدم عبارات منقوشة ومزهرة. بينما قد تكشف قصص ست وسلوكه الجنسي عن أفكار ووجهات نظر سلبية إلى حد ما، فإن نقش قبر خنومحوتب ونيانخخنوم قد يوحي بدلاً من ذلك أن المثلية الجنسية كانت مقبولة بالمثل. لا تذكر الوثائق المصرية القديمة بشكل واضح أن العلاقات المثلية كانت تستحق الشجب أو التحقير. لم تذكر أي وثيقة مصرية قديمة أن الأفعال الجنسية المثلية كانت تحت طائلة العقوبة. وبالتالي، فإن تقييما مباشرا لا يزال يمثل مشكلة.
يقال إن الإمبراطور الروماني قسطنطين العظيم في القرن الرابع الميلادي قد قضى على عدد كبير من «الكهنة المتأنثين» في الإسكندرية.

### التاريخ الحديث

#### شمال إفريقيا
احتوت شمال إفريقيا على بعض التقاليد الأكثر وضوحًا وتوثيقًا للمثلية الجنسية في العالم - وخاصة خلال فترة حكم المماليك. يصف الشعر العربي الناشئ عن مجتمعات عالمية ومتعلمة مرارًا وتكرارًا ملذات العلاقات الغلمانية. هناك روايات عن صبية مسيحيين يتم إرسالهم من أوروبا ليصبحوا عملاء للجنس في مصر. في القاهرة، كان الرجال الذين يرتدون ملابس النساء يسمون «الخوال» يستمتعون بالجماهير والرقص (من المحتمل أن يرجع أصلهم إلى ما قبل الإسلام).
في واحة سيوة في مصر والتي وصفها العديد من المسافرين في أوائل القرن العشرين كمكان حيث كانت العلاقات الجنسية المثلية أمرا شائعا جدا. عُرفت مجموعة من المحاربين في هذا المجال بدفع مهر إلى الشباب؛ وهي ممارسة تم حظرها في الأربعينيات.
كتب سيغفريد فريدريك نادل عن قبائل النوبة في أواخر الثلاثينيات.
وأشار إلى أنه من بين شعب أوتورو (بالإنجليزية: Otoro)‏، يوجد دور للبسة الجنس الآخر خاص حيث يرتدي الرجال ويعيشون كنساء. وجدت المثلية المتمثلة في لبسة الجنس الآخر أيضا بين شعب مورو (بالإنجليزية: Moru)‏، شعب نييما (بالإنجليزية: Nyima)‏، وشعب تيرا (بالإنجليزية: Tira)‏، وذكر الزواج بين شعب كورونغو لوندو (بالإنجليزية: Korongo londo)‏ وميساكين توبيلي (بالإنجليزية: Mesakin tubele)‏ ويكون مهر العروسة تيسا واحدا. في قبائل كورونغو وميساكين، أبلغ نادل عن تردد مشترك بين الرجال في التخلي عن متعة الحياة في المخيمات التي يسكنها الذكور لصالح قيود التسوية الدائمة.

### شرق إفريقيا
تم الإبلاغ عن المثلية الجنسية وشهوة الملابس المغايرة في عدد من مجتمعات شرق إفريقيا. في شرق إفريقيا ما قبل الاستعمار، كانت هناك أمثلة للكهنة الذكور في الأديان التقليدية يرتدون ملابس النساء. وقد وصف عالم الأنثربولوجيا البريطاني «رودني نيدهام» دورا قياديا الديني يسمى «موغاوي» ("mugawe") بين «شعب ميرو» و «شعب كيكويو» من كينيا والتي تضمنت ارتداء الملابس النسائية وتسريحة الشعر النسوية. غالبًا ما يكون موغاوي مثليًا جنسيًا، ويتزوجون أحيانًا يتزوجون رسميا من رجال.
كانت هؤلاء الرجال معروفين باسم «إكيهندو» "ikihindu" بين شعوب الهوتو والتوتسي في بوروندي ورواندا. يلعب بعض الرجال دورًا مشابهًا في لغة ماشوغا الناطقين باللغة السواحيلية - وغالبًا ما يأخذون أسماء النساء ويطبخون وينظفون لأزواجهم.
ذكر عالم الأنثربولوجيا السويدي فيلكس بريك أن الغلمانيين الموجبين من شعب كيكويو يسمون «أوناك» ("onek")، وذكر أيضا أن «الشبقية المثلية بين العزاب» بين رجال الدين من شعب «ناندي» (Nandi) وشعب «ماراغولي» ("Maragoli"). كان الرجال من شعب ناندي وكذلك شعب الماساي يلبسون أحيانًا ملابس النساء خلال احتفالات البدء.
من بين شعب "معالي" ("Maale") في جنوب إثيوبيا، وثّق المؤرخ دونالد دونهام "من بين "شعب معالي" في جنوب إثيوبيا، وثق دونالد دونهام "أقلية صغيرة [من الرجال] تحولت إلى الأدوار الأنثوية. تسمى 'أشتايم'، وهؤلاء الذكور (البيولوجيون) يرتدون ملابس مثل النساء، ويقومون بمهام نسائية، ويرعون منازلهم، ويبدو أنهم يقومون بعلاقات جنسية مع الرجال" وكانوا محميين أيضا من قبل الملك. عندما سافر إلى إثيوبيا في عشرينيات القرن العشرين، وجد إيرفينغ بيبر "أورانيين" بين شعب هراري، وأشار إلى أن "السدومية ليست غريبة على هراري. وإن لم يكن الأمر شائعًا، فإنه يحدث أيضًا بين شعب الأورومو وشعب الصومال". كما أشار إلى العادة السرية المتبادلة بين الجنسين وجميع الأعمار لجميع الشعوب الثلاثة، وحدد أنه بين هراري، يتم ممارسة "الأورانية" في كثير من الأحيان بين الرجال البالغين كما بين الرجال والفتيان. في الآونة الأخيرة، ذكر فريدريك غامست وجود العلاقات الجنسية المثلية بين الأولاد رعاة الغنم من شعب كيمانت الناطق باللغة الكوشية في وسط إثيوبيا. من بين فلاحي أمهرة، وجد مينغ رجالا يلبسون لباس النساء (مقبولين بشكل أفضل)، وكان ينظر إليهم على أنهم "أخطاء الرب". "Wändarwäräd" (حرفيًا "ذكور-إناث") ذات خصائص جنسية ذكرية مرئية، لكن يعتقد أن هيكلهم معيب.
في أوغندا، تم العثور على الأدوار الدينية للرجال الذين يرتدون ملابس نسائية (كهنة مثليون جنسيا) تاريخيا بين شعب بونورو. وبالمثل، قامت مملكة بوغندا (جزء من أوغندا الحديثة) بإضفاء الطابع المؤسسي على أشكال معينة من العلاقات الجنسية المثلية. خدم الشباب في المحاكم الملكية وقدموا خدمات جنسية للزوار والنخب. أعدم الملك موانغا عدة من هؤلاء الشباب عندما تحولوا إلى المسيحية ورفضوا أداء واجباتهم المسندة. ولدى شعب تيسو في أوغندا أيضًا فئة من الرجال الذين رتدون ملابس النساء.

### إفريقيا الجنوبية
في كتابه في القرن التاسع عشر عن منطقة جنوب غرب زيمبابوي الحالية، أكد ديفيد ليفينغستون أن احتكار النساء من قبل كبار السن هو المسؤول بشكل أساسي عن «الفجور» الذي يمارسه الرجال الأصغر سناً. ذكر إدوين و. سميث وأ. موراي ديل رجلاً يتحدث بلغة إيلا عن رجل يرتدي زي امرأة، ويقوم بعمل المرأة، ويعيش وينام بين النساء، ولكن ليس معهن. وقد سمى شعب إيلا هؤلاء الأفراد «موامي» ("mwaami")، التي تُرجمت باسم «النبي». كما ذكروا أن حب الغلمان لم يكن نادرا، «لكنه اعتبر خطيرا بسبب خطر إصابة الصبي بالحمل».
وجدت مراجعة مارك إيبريخت ل250 قضية في المحاكم من 1892 إلى 1923 حالات من بداية السجلات. في جميع الخمس الحالات لعام 1892 من الأفارقة السود. كان الدفاع المقدم أن «السدومية» كان جزءًا من «العرف» المحلي. في إحدى الحالات، تم استدعاء زعيم للإدلاء بشهادته حول العقوبات العرفية وذكر أن العقوبة كانت غرامة من بقرة واحدة، وهي أقل من عقوبة الخيانة الزوجية. على مدار الفترة بأكملها، وجد إيبريخت أن توازن المدعى عليهم بالأبيض والأسود يتناسب مع عدد السكان. إلا أنه أشار إلى ما لفت انتباه المحاكم إلى أن معظم العلاقات التي يتم الاتفاق عليها على انفراد لم تثر إشعارًا بالضرورة. تم رفع بعض الحالات من قبل شركاء تم التخلي عنهم أو الذين لم يتلقوا تعويضات وعدوا به من قبل شركائهم الجنسيين السابقين.

العلاقات الجنسية المثلية قانونية
زواج المثليين
توفر أشكال أخرى للاعتراف القانوني بالعلاقات المثلية كالاتحاد المدني أو الشراكة المسجلة (أو المساكنة غير المسجلة)
لا اعتراف
العلاقات الجنسية المثلية غير قانونية
قوانين تجرم لكن لايتم تطبيقها أو قوانين غير واضحة
عقوبة سجنية
السجن المؤبد
عقوبة الإعدام

## التشريع حسب البلد أو الإقليم

#### شمال أفريقيا
| حقوق المثليين في:                                                                    | النشاط الجنسي المثلي | الاعتراف القانوني بالعلاقات المثلية          | زواج المثليين                             | التبني من قبل الأزواج المثليين | يسمح للمثليين والمثليات ومزدوجي التوجه الجنسي بالخدمة علناً في القوات المسلحة | قوانين مكافحة التمييز على أساس التوجه الجنسي | قوانين تتعلق بالهوية الجندرية/التعبير عنها                              |
| ------------------------------------------------------------------------------------ | --- | -------------------------------------------- | ----------------------------------------- | ------------------------------ | ---------------------------------------------------------------------------- | -------------------------------------------- | ----------------------------------------------------------------------- |
| الجزائر                                                                              | غير قانوني منذ 1966 (العقوبة: غرامة، والسجن لمدة تصل من شهرين حتى 3 سنوات. | No                                           | No                                        | No                             | No                                                                           | No                                           | No                                                                      |
| جزر الكناري (منطقة تتمتع بالحكم الذاتي تابعة لإسبانيا)                               | قانوني منذ عام 1979 + وقعت على ميثاق الأمم المتحدة. | تسجيل اتحادات بحكم الأمر الواقع منذ عام 2003 | قانوني منذ عام 2005                       | قانوني منذ عام 2005            | إسبانيا مسؤولة عن الدفاع                                                     | تحظر جميع أشكال التمييز ضد "مجتمع المثليين"  | منذ عام 2007, يمكن تغيير جميع الوثائق القانونية لتعكس الجنس المرغوب فيه |
| سبتة (مدينة مستقلة تتمتع بالحكم الذاتي تابعة لإسبانيا)                               | قانوني منذ عام 1979 + وقعت على ميثاق الأمم المتحدة. | تسجيل اتحادات بحكم الأمر الواقع منذ عام 1998 | قانوني منذ عام 2005                       | قانوني منذ عام 2005            | إسبانيا مسؤولة عن الدفاع                                                     | تحظر جميع أشكال التمييز ضد "مجتمع المثليين"  | منذ عام 2007, يمكن تغيير جميع الوثائق القانونية لتعكس الجنس المرغوب فيه |
| مصر                                                                                  | بحكم القانون قانوني. بحكم الأمر الواقع غير قانوني منذ عام 2000. (العقوبة: ليس غير قانوني بشكل صريح، بموجب قوانين الآداب العامة تصل العقوبة إلى 17 سنة مع أو من دون أعمال شاقة وغرامات) | No                                           | No                                        | No                             | No                                                                           | No                                           | No                                                                      |
| ليبيا                                                                                | غير قانوني منذ عام 1953 (عقوبة: ما يصل إلى 5 سنوات في السجن أو الإعدام) | No                                           | No                                        | No                             | No                                                                           | No                                           | No                                                                      |
| ماديرا (منطقة ذاتية الحكم تابعة للبرتغال)                                            | قانوني منذ عام 1983 + وقعت على إعلان الأمم المتحدة. | الاتحاد بحكم الأمر الواقع منذ عام 2001       | منذ عام 2010                              | قانوني منذ عام 2016            | البرتغال مسؤولة عن الدفاع                                                    | تحظر "جميع" أشكال التمييز ضد مجتمع المثليبن. | منذ عام 2011، يمكن تعديل جميع الوثائق حسب الجنس المعترف به              |
| مليلية (مدينة مستقلة تتمتع بالحكم الذاتي تابعة لإسبانيا)                             | قانوني منذ عام 1979 + وقعت على إعلان الأمم المتحدة. | تسجيل اتحادات بحكم الأمر الواقع منذ عام 2008 | قانوني منذ عام 2005                       | قانوني منذ عام 2005            | إسبانيا مسؤولة عن الدفاع                                                     | تحظر جميع أشكال التمييز ضد "مجتمع المثليين"  | يمكن تغيير جميع الوثائق القانونية لتعكس الجنس المرغوب فيه               |
| المغرب (بما في ذلك الأقاليم الجنوبية)                                                | غير قانوني (العقوبة: غرامة، والسجن لمدة تصل حتى 3 سنوات) | No                                           | No                                        | No                             | No                                                                           | No                                           | No                                                                      |
| الجمهورية العربية الصحراوية الديمقراطية (إقليم متنازع عليه، ماعدا الأقاليم الجنوبية) | غير قانوني منذ عام 1944 العقوبة: السجن ل 3 سنوات | No                                           | No                                        | No                             | No                                                                           | No                                           | No                                                                      |
| جنوب السودان                                                                         | غير قانوني منذ عام 1899 (كالسودان الإنجليزي المصري) (العقوبة: السجن 10 سنوات). | No                                           | حظر دستوري على زواج المثليين منذ عام 2011 | No                             | No                                                                           | No                                           | No                                                                      |
| السودان                                                                              | غير قانوني منذ عام 1899 (كالسودان الإنجليزي المصري) (العقوبة: السجن المؤبد لثالث جريمة ممارسة الجنس الشرجي)                                                                            | No                                           | No                                        | No                             | No                                                                           | No                                           | No                                                                      |
| تونس                                                                                 | غير قانوني منذ 1913 (العقوبة: السجن لمدة 3 سنوات) إلغاء التجريم مقترح | No                                           | No                                        | No                             | No                                                                           | No                                           | No                                                                      |

#### غرب أفريقيا
| حقوق المثليين في:                                                                             | النشاط الجنسي المثلي | الاعتراف القانوني بالعلاقات المثلية | زواج المثليين                    | التبني من قبل الأزواج المثليين | يسمح للمثليين والمثليات ومزدوجي التوجه الجنسي بالخدمة علناً في القوات المسلحة | قوانين مكافحة التمييز على أساس التوجه الجنسي     | قوانين تتعلق بالهوية الجندرية/التعبير عنها |
| --------------------------------------------------------------------------------------------- | --- | ----------------------------------- | -------------------------------- | ------------------------------ | ---------------------------------------------------------------------------- | ------------------------------------------------ | ------------------------------------------ |
| بنين                                                                                          | قانوني (لم توجد قوانين ضد النشاط الجنسي المثلي على الإطلاق) (عدم تساوي السن القانوني للنشاط الجنسي) | No                                  | No                               | No                             | No                                                                           | No                                               | No                                         |
| بوركينا فاسو                                                                                  | قانوني (لم توجد قوانين ضد النشاط الجنسي المثلي على الإطلاق). | No                                  | حظر دستوري دستوريا منذ عام 1991. | No                             | No                                                                           | No                                               | No                                         |
| الرأس الأخضر                                                                                  | قانوني منذ عام 2004 + وقعت على ميثاق الأمم المتحدة. | No                                  | No                               | No                             | No                                                                           | تحظر "بعض" التمييز ضد مجتمع المثليين.            | No                                         |
| ساحل العاج                                                                                    | قانوني (لم توجد قوانين ضد النشاط الجنسي المثلي على الإطلاق). (عدم تساوي السن القانوني للنشاط الجنسي) | No                                  | No                               | No                             | No                                                                           | No                                               | No                                         |
| غامبيا                                                                                        | غير قانوني منذ 1888 (العقوبة:السجن مدى الحياة). | No                                  | No                               | No                             | No                                                                           | No                                               | No                                         |
| غانا                                                                                          | الرجال غير قانوني منذ عام 1860 (العقوبة:10سنوات أو أكثر) النساء دائما قانوني. | No                                  | No                               | No                             | No                                                                           | No                                               | No                                         |
| غينيا                                                                                         | (العقوبة:6 أشهر-3سنوات سجن). | No                                  | No                               | No                             | No                                                                           | No                                               | No                                         |
| غينيا بيساو                                                                                   | قانوني منذ عام 1993 + وقعت على ميثاق الأمم المتحدة. | No                                  | No                               | No                             | No                                                                           | No                                               | No                                         |
| ليبيريا                                                                                       | غير قانوني (العقوبة:1سنة سجن). | No                                  | No                               | No                             | No                                                                           | No                                               | No                                         |
| مالي                                                                                          | قانوني (لم توجد قوانين ضد النشاط الجنسي المثلي على الإطلاق). | No                                  | No                               | No                             | No                                                                           | No                                               | No                                         |
| موريتانيا                                                                                     | غير قانوني يتم تطبيق قوانين الشريعة الإسلامية (عقاب: عقوبة الإعدام للرجال، (لا يتم تطبيقه)؛ السجن وغرامة للإناث) | No                                  | No                               | No                             | No                                                                           | No                                               | No                                         |
| النيجر                                                                                        | قانوني (لم توجد قوانين ضد النشاط الجنسي المثلي على الإطلاق). (عدم تساوي السن القانوني للنشاط الجنسي) | No                                  | No                               | No                             | No                                                                           | No                                               | No                                         |
| نيجيريا                                                                                       | غير قانوني بموجب القانون الاتحادي منذ 1901 (كمحمية نيجيريا الجنوبية) العقوبة: السجن ل 14 سنة غير قانوني في الولايات باوتشي, برنو, غومبي, جيغاوة, كادونا, كانو, كاتسينا, كبي, نيجر, صكتو و زمفرة عقوبة: عقوبة الإعدام للرجال. الجلد و / أو السجن للنساء. | No                                  | No                               | No                             | No                                                                           | No                                               | No                                         |
| سانت هيلينا وأسينشين وتريستان دا كونا (إقليم من أقاليم ما وراء البحار التابعة للملكة المتحدة) | قانوني منذ عام 2001 + وقعت على إعلان الأمم المتحدة. | قانوني منذ عام 2017                 | قانوني منذ عام 2017              | قانوني منذ عام 2017            | عام 2000. المملكة المتحدة مسؤولة عن الدفاع.                                  | تحظر جميع أشكال التمييز المعادي لمجتمع المثليين. |                                            |
| السنغال                                                                                       | غير قانوني عقوبة:السجن من 1 الى 5 سنوات | No                                  | No                               | No                             | No                                                                           | No                                               | No                                         |
| سيراليون                                                                                      | الرجال غير قانوني منذ 1861 (كمستعمرة سيراليون) عقوبة: أشغال عقابية مدى الحياة للرجال (لا يتم تطبيقه) النساء دائما قانوني + وقعت على وثيقة الأمم المتحدة.                                                                                                | No                                  | No                               | No                             | No                                                                           | No                                               | No                                         |
| توغو                                                                                          | غير قانوني منذ 1884 (كتوغولاند) العقوبة:السجن وغرامة 3 سنوات. | No                                  | No                               | No                             | No                                                                           | No                                               | No                                         |

#### وسط أفريقيا
| حقوق المثليين في:           | النشاط الجنسي المثلي                                                                         | الاعتراف القانوني بالعلاقات المثلية | زواج المثليين            | التبني من قبل الأزواج المثليين | يسمح للمثليين والمثليات ومزدوجي التوجه الجنسي بالخدمة علناً في القوات المسلحة | قوانين مكافحة التمييز على أساس التوجه الجنسي | قوانين تتعلق بالهوية الجندرية/التعبير عنها |
| --------------------------- | -------------------------------------------------------------------------------------------- | ----------------------------------- | ------------------------ | ------------------------------ | ---------------------------------------------------------------------------- | -------------------------------------------- | ------------------------------------------ |
| الكاميرون                   | غير قانوني منذ عام 1972 العقوبة: غرامات والسجن لمدة تصل إلى 5 سنوات.                         | No                                  | No                       | No                             | No                                                                           | No                                           | No                                         |
| جمهورية أفريقيا الوسطى      | قانوني (لم توجد قوانين ضد النشاط الجنسي المثلي على الإطلاق). + وقعت على إعلان الأمم المتحدة. | No                                  | حظر دستوري منذ عام 2016. | No                             | No                                                                           | No                                           | No                                         |
| تشاد                        | غير قانوني منذ عام 2017 العقوبة: من 3 أشهر حتى سنتان سجناً.                                   | No                                  | No                       | No                             | No                                                                           | No                                           | No                                         |
| جمهورية الكونغو الديمقراطية | قانوني (لم توجد قوانين ضد النشاط الجنسي المثلي على الإطلاق).                                 | No                                  | حظر دستوري منذ 2005.     | No                             | No                                                                           | No                                           | No                                         |
| غينيا الاستوائية            | قانوني (لم توجد قوانين ضد النشاط الجنسي المثلي على الإطلاق).                                 | No                                  | No                       | No                             | No                                                                           | No                                           | No                                         |
| الغابون                     | غير قانوني منذ عام 2019 العقوبة: الحبس حتى 6 أشهر مع غرامات. + وقعت على إعلان الأمم المتحدة. | No                                  | No                       | No                             | No                                                                           | No                                           | No                                         |
| جمهورية الكونغو             | قانوني (لم توجد قوانين ضد النشاط الجنسي المثلي على الإطلاق).                                 | No                                  | حظر دستوري منذ عام 2005  | No                             | No                                                                           | No                                           | No                                         |
| ساو تومي وبرينسيبي          | قانوني منذ عام 2012 + وقعت على إعلان الأمم المتحدة.                                          | No                                  | No                       | No                             | No                                                                           | No                                           | No                                         |

#### جنوب شرق أفريقيا
| حقوق المثليين في: | النشاط الجنسي المثلي                                                                             | الاعتراف القانوني بالعلاقات المثلية | زواج المثليين           | التبني من قبل الأزواج المثليين | يسمح للمثليين والمثليات ومزدوجي التوجه الجنسي بالخدمة علناً في القوات المسلحة | قوانين مكافحة التمييز على أساس التوجه الجنسي | قوانين تتعلق بالهوية الجندرية/التعبير عنها |
| ----------------- | ------------------------------------------------------------------------------------------------ | ----------------------------------- | ----------------------- | ------------------------------ | ---------------------------------------------------------------------------- | -------------------------------------------- | ------------------------------------------ |
| بوروندي           | غير قانوني منذ عام 2009 العقوبة: غرامة و سجن بين ثلاثة أشهر و سنتين                              | No                                  | حظر دستوري منذ عام 2005 | No                             | No                                                                           | No                                           | No                                         |
| كينيا             | غير قانوني منذ عام 1897 (كمستعمرة شرق أفريقيا) العقوبة: السجن حتى 14 سنة.                        | No                                  | حظر دستوري منذ عام 2010 | No                             | No                                                                           | No                                           | No                                         |
| رواندا            | قانوني (لم توجد قوانين ضد النشاط الجنسي المثلي على الإطلاق) + وقعت على إعلان الأمم المتحدة       | No                                  | حظر دستوري منذ عام 2003 | No                             | No                                                                           | No                                           | No                                         |
| تنزانيا           | غير قانوني منذ عام 1864 (فقط في زنجبار) غير قانوني منذ عام 1899 العقوبة: السجن مدى الحياة.       | No                                  | No                      | No                             | No                                                                           | No                                           | No                                         |
| أوغندا            | غير قانوني بين الرجال منذ عام 1894 العقوبة: السجن مدى الحياة غير قانوني بين النساء منذ عام 2000. | No                                  | حظر دستوري منذ عام 2005 | No                             | No                                                                           | No                                           | No                                         |

#### القرن الأفريقي
| حقوق المثليين في:              | النشاط الجنسي المثلي                                        | الاعتراف القانوني بالعلاقات المثلية | زواج المثليين | التبني من قبل الأزواج المثليين | يسمح للمثليين والمثليات ومزدوجي التوجه الجنسي بالخدمة علناً في القوات المسلحة | قوانين مكافحة التمييز على أساس التوجه الجنسي | قوانين تتعلق بالهوية الجندرية/التعبير عنها |
| ------------------------------ | ----------------------------------------------------------- | ----------------------------------- | ------------- | ------------------------------ | ---------------------------------------------------------------------------- | -------------------------------------------- | ------------------------------------------ |
| جيبوتي                         | قانوني (لم توجد قوانين ضد النشاط الجنسي المثلي على الإطلاق) | No                                  | No            | No                             | No                                                                           | No                                           | No                                         |
| إريتريا                        | غير قانوني العقوبة: السجن حتى 3 سنوات.                      | No                                  | No            | No                             | No                                                                           | No                                           | No                                         |
| إثيوبيا                        | غير قانوني العقوبة: حتى 15 عاما في السجن.                   | No                                  | No            | No                             | No                                                                           | No                                           | No                                         |
| الصومال                        | غير قانوني العقوبة: حتى الموت.                              | No                                  | No            | No                             | No                                                                           | No                                           | No                                         |
| صوماليلاند (إقليم متنازع عليه) | غير قانوني العقوبة: حنى الموت.                              | No                                  | No            | No                             | No                                                                           | No                                           | No                                         |

#### دول المحيط الهندي
| حقوق المثليين في:                                                          | النشاط الجنسي المثلي | الاعتراف القانوني بالعلاقات المثلية | زواج المثليين       | التبني من قبل الأزواج المثليين | يسمح للمثليين والمثليات ومزدوجي التوجه الجنسي بالخدمة علناً في القوات المسلحة | قوانين مكافحة التمييز على أساس التوجه الجنسي | قوانين تتعلق بالهوية الجندرية/التعبير عنها |
| -------------------------------------------------------------------------- | --- | ----------------------------------- | ------------------- | ------------------------------ | ---------------------------------------------------------------------------- | -------------------------------------------- | ------------------------------------------ |
| جزر القمر                                                                  | غير قانوني العقوبة: السجن لمدة 5 سنوات و غرامة.                                                                                | No                                  | No                  | No                             | No                                                                           | No                                           | No                                         |
| الأراضي الفرنسية الجنوبية والأنتارتيكية (إقليم ما وراء البحار تابع لفرنسا) | قانوني (لم توجد قوانين ضد النشاط الجنسي المثلي على الإطلاق)                                                                    | ميثاق التضامن الوطني منذ عام 1999   | قانوني منذ عام 2013 | قانوني منذ عام 2013            | فرنسا مسؤولة عن الدفاع                                                       | تحظر "جميع" أنواع التمييز ضد مجتمع المثليين  | تحت القانون الفرنسي                        |
| مدغشقر                                                                     | قانوني (لم توجد قوانين ضد النشاط الجنسي المثلي على الإطلاق)؛ عدم المساواة في السن القانونية للنشاط الجنسي                      | No                                  | No                  | No                             | No                                                                           | No                                           | No                                         |
| موريشيوس                                                                   | غير قانوني للرجال العقوبة: السجن حتى 5 سنوات، التقنين في الانتظار. كان دوما قانونيا بين النساء + وقعت على إعلان الأمم المتحدة. | No                                  | No                  | No                             | No                                                                           | تحظر "جميع" أشكال التمييز ضد مجتمع المثليين  | No                                         |
| مايوت (إقليم ما وراء البحار تابع لفرنسا)                                   | قانوني (لم توجد قوانين ضد النشاط الجنسي المثلي على الإطلاق)                                                                    | ميثاق التضامن الوطني منذ عام 1999   | قانوني منذ عام 2013 | قانوني منذ عام 2013            | فرنسا مسؤولة عن الدفاع                                                       | تحظر "جميع" أنواع التمييز ضد مجتمع المثليين  | تحت القانون الفرنسي                        |
| لا ريونيون (إقليم ما وراء البحار تابع لفرنسا)                              | قانوني (لم توجد قوانين ضد النشاط الجنسي المثلي على الإطلاق)                                                                    | ميثاق التضامن الوطني منذ عام 1999   | قانوني منذ عام 2013 | قانوني منذ عام 2013            | فرنسا مسؤولة عن الدفاع                                                       | تحظر "جميع" أنواع التمييز ضد مجتمع المثليين  | تحت القانون الفرنسي                        |
| سيشل                                                                       | قانوني منذ عام 2016 + وقعت على إعلان الأمم المتحدة                                                                             | No                                  | No                  | No                             | No                                                                           | تحظر "بعض" أشكال التمييز ضد مجتمع المثليين   | No                                         |

#### أفريقيا الجنوبية
| حقوق المثليين في: | النشاط الجنسي المثلي | الاعتراف القانوني بالعلاقات المثلية             | زواج المثليين           | التبني من قبل الأزواج المثليين | يسمح للمثليين والمثليات ومزدوجي التوجه الجنسي بالخدمة علناً في القوات المسلحة | قوانين مكافحة التمييز على أساس التوجه الجنسي | قوانين تتعلق بالهوية الجندرية/التعبير عنها |
| ----------------- | --- | ----------------------------------------------- | ----------------------- | ------------------------------ | ---------------------------------------------------------------------------- | -------------------------------------------- | --- |
| أنغولا            | قانوني منذ عام 2019 (في انتظار توقيع الرئيس) | No                                              | No                      | No                             | No                                                                           | تحظر جميع أشكال التمييز ضد مجتمع المثليين    | ربما قد يتم تغيير الجنس تحت "قانون التسجيل المدني 2015"                                                                                           |
| بوتسوانا          | قانوني منذ عام 2019 | No                                              | No                      | No                             | No                                                                           | تحظر بعض أشكال التمييز ضد مجتمع المثليين     | تغيير الجنس معترف به كحق دستوري منذ عام 2017 |
| إسواتيني          | غير قانونية بين الرجال منذ عقد 1880 دوما قانوني بين النساء | No                                              | No                      | No                             | No                                                                           | No                                           | No |
| ليسوتو            | قانوني منذ عام 2012 دوما قانوني بين النساء | No                                              | No                      | No                             | No                                                                           | No                                           | ربما قد يتم تغيير الجنس تحت "قانون بطاقات الهوية الوطنية رقم 9 لسنة 2011"                                                                         |
| مالاوي            | غير قانوني منذ عام 1891 (كمحمية وسط أفريقيا البريطانية) العقوبة: السجن لمدة تصل إلى 14 سنة، مع أو بدون عقوبة بدنية للرجال؛ السجن لمدة تصل إلى 5 سنوات للنساء (نادراً ما يتم تطبيقه؛ تعليق وقف القانون متنازع عليها) | No                                              | No                      | No                             | No                                                                           | No                                           | No |
| موزمبيق           | قانوني منذ عام 2015 | No                                              | No                      | No                             | No                                                                           | تحظر بعض أشكال التمييز ضد مجتمع المثليين     | No |
| ناميبيا           | غير قانوني للرجال في عام 1920 (لا يتم تطبيقه؛ إلغاء التجريم مقترح) قانوني دوما بين النساء | No                                              | No                      | No                             | No                                                                           | No                                           | تحت قانون "قانون تسجيل المواليد والزواج والوفيات 81 لعام 1963                                                                                     |
| جنوب أفريقيا      | قانوني منذ عام 1998 قانوني دوما بين النساء + وقعت على إعلان الأمم المتحدة. | اعتراف محدود بالشراكات غير المسجلة منذ عام 1998 | قانوني منذ عام 2006     | قانوني منذ عام 2002            | قانوني منذ عام 1998                                                          | تحظر جميع أشكال التمييز ضد مجتمع المثليين    | يتم تفسير قوانين حظر التمييز لتشمل الهوية الجندرية؛ يسمح بتغيير الجنس تحت قانون التعديلات على وصف الجنس وحالة الجنس بعد المعالجة الطبية والجراحية |
| زامبيا            | غير قانوني منذ عام 1911 (كرودسيا) العقوبة: السجن حتى 14 عاما. | No                                              | No                      | No                             | No                                                                           | No                                           | No |
| زيمبابوي          | غير قانوني منذ عام 1891 (كرودسيا) قانوني بين النساء | No                                              | حظر قانوني منذ عام 2013 | No                             | No                                                                           | No                                           | No |

## آراء القادة الأفارقة حول المثلية
كان الرئيس السابق لزيمبابوي، روبرت موغابي، معارضا شرسا لحقوق المثليين في زيمبابوي. في سبتمبر 1995، قدم برلمان زيمبابوي تشريعًا يجرم النشاط الجنسي المثلي. في عام 1997، وجدت المحكمة كنعان بانانا، سلف موغابي وأول رئيس لزيمبابوي، مذنبًا في 11 تهمة تتعلق بالسدومية والاعتداء غير اللائق. وقد أشار سابقًا إلى الأشخاص المثليين على أنهم «أسوأ من الكلاب والخنازير».
في غامبيا، قاد الرئيس السابق يحيى جامع الدعوة إلى سن تشريع يضع قوانين ضد المثليين تكون «أكثر صرامة من تلك الموجودة في إيران»، وأنه «سيقطع رأس» أي شخص مثلي أو مثلية يكتشف في البلاد. أشارت التقارير الإخبارية إلى أن حكومته تنوي إعدام جميع المثليين في البلاد. في الخطاب الذي ألقاه في تالدينغ، أعطى جاميه «إنذارًا نهائيًا» للمثليين والمثليات في غامبيا لمغادرة البلاد. في خطاب ألقاه أمام الأمم المتحدة في 27 سبتمبر 2013، قال جامع إن «المثلية الجنسية بكل أشكالها ومظاهرها، على الرغم من أنها شريرة للغاية، ومناهضة للإنسانية وكذلك ضد اللّه، يتم الترويج له كحق من حقوق الإنسان من قبل بعض القوى»، وأن أولئك الذين يفعلون ذلك «يريدون وضع حد للوجود الإنساني». في عام 2014، أطلق جامع على المثليين اسم «الديدان» بالقول «سنقاتل هذه الديدان المدعوة المثليين بنفس الطريقة التي نحارب بها البعوض المسبب للملاريا، إن لم يكن أكثر من ذلك». كما ذهب إلى الحط من المثليين والمثليات بالقول إن «بقدر ما أعرف، فإن مجتمع المثليين يمكن أن يعني فقط الجذام، السيلان، البكتيريا والسل». في عام 2015، في تحد للنقد الغربي، كثف جامع من لهجته المعادية للمثليين، فأخبر حشدًا من الناس خلال جولة زراعية: «إذا قمت بذلك [في غامبيا] فنقطع حلقك - إذا كنت رجلاً وتريد الزواج من رجل آخر في هذا البلد وقبضنا عليك، لن يراك أحد مرة أخرى، ولا يمكن لأي شخص أبيض فعل أي شيء حيال ذلك».
في أوغندا، بذلت جهود مؤخراً لفرض عقوبة الإعدام على المثلية الجنسية. ذكرت صحيفة الغارديان البريطانية أن الرئيس يوري موسفيني «بدا أنه يضيف دعمه» إلى الجهد التشريعي من خلال، من بين أمور أخرى، مدعيا أن «المثليين الأوروبيين يجندون في إفريقيا»، قائلا إن علاقات المثليين كانت ضد إرادة الرب.
صرح أبون بولس، البطريرك الراحل لكنيسة التوحيد الأرثوذكسية الإثيوبية، والتي تتمتع بنفوذ قوي في إثيوبيا المسيحية، بأن المثلية الجنسية سلوك يشبه الحيوان ويجب معاقبته.
أصدرت تشاد في عام 2017 قانونًا يجرم السدومية، والتي كانت قانونية في السابق. وعلى العكس، فإن بعض الدول الإفريقية مثل ليسوتو، ساو تومي وبرينسيبي، موزمبيق، وسيشل، أنغولا، وبوتسوانا ألغت قوانين السدومية في السنوات الأخيرة. كما يتم اقتراح تشريعها في موريشيوس، تونس، وناميبيا.